# Hugo Almeida
Hugo Miguel Pereira de Almeida, ou simplesmente Hugo Almeida (Figueira da Foz, São Julião, 23 de maio de 1984), é um ex-futebolista português que atuava como ponta de lança.
Hugo era conhecido por ser um jogador pesado. Jogava fixo dentro da área, e suas principais características eram o cabeceio extremamente preciso e sua enorme força física.

## Carreira

### Futebol português
Hugo Almeida começou a sua carreira no Grupo Desportivo de Buarcos. Foi transferido para a Naval com idade de iniciado e daí seguiu para o Porto, onde percorreu os restantes escalões de formação. Foi mais tarde emprestado ao União Leiria e Boavista, depois de ter assinado contrato profissional com o Porto, mas durante a época de 2005/06 permaneceu a época toda na equipa principal. Apesar da sua escassa utilização nessa época, Hugo Almeida marcou na inauguração do Estádio do Dragão, entrando assim para a história do clube.

### Werder Bremem
Destacou-se ainda mais no futebol alemão, atuando pelo Werder Bremen, onde permaneceu por quatro anos e chegou a Selecção Portuguesa.

### Besiktas
Em janeiro de 2011, transferiu-se para o Beşiktaş, da Turquia.

## Selecção Portuguesa
Foi membro da selecção de sub-21, tendo ajudado com os seus golos a garantir a presença de Portugal no Campeonato Europeu de 2006, que decorreu em Portugal. No entanto, Portugal desiludiu, sendo eliminado logo na 1ª fase.
Hugo Almeida foi chamado à Selecção A de Portugal por Luís Filipe Scolari, depois de boas exibições no Werder Bremen. Também participou no Euro 2008, no Mundial 2010, Euro 2012 e no Mundial 2014

## Títulos
F.C.Porto
- Campeonato Português: 2003-04, 2005-06
- Liga dos Campeões da UEFA 2003-04
- Taça de Portugal: 2005-06

Werder Bremen
- Copa da Alemanha: 2008-09
- Supertaça da Alemanha 2008

Beşiktaş
- Copa da Turquia: 2010-11

### AEK Atenas
Campeonato Grego de Futebol – Primeiro Nível 2016

### Portugal
Torneio Internacional de Toulon 2003